# Das Luftschiff (1931)
Das Luftschiff ist ein US-amerikanischer Abenteuerfilm von Frank Capra. Das Drehbuch schrieb Jo Swerling nach einer Vorlage des Navy-Commanders Frank Wead. 

## Handlung
Der Forscher und Entdecker Louis Rondelle will mit Flugzeugen eine Expedition zum Südpol unternehmen. Dazu ersucht er bei Admiral Martin um Hilfe der Navy. Der Kommandant der Marineflieger Jack Brandon ist entschlossen, Rondelle mit seinen lenkbaren Luftschiffen zu beeindrucken. Bei einer Aufführung in Lakehurst demonstrieren Brandon und seine Männer ihre Flugkünste. Rondelle ist auch wirklich beeindruckt, obwohl Brandons Freund und Rivale Leutnant Pierce den Männern die Show stiehlt. Durch seine Sondershow kommt Pierce später heim. Seine Frau Helen ist oft alleine. Diesmal hat sie Besuch von Brandon, als Pierce ankommt. Brandon fragt Pierce nach dessen Interesse an der Expedition. Pierce will mitmachen, was Helen bestürzt. Sie bittet Branden, der in sie verliebt ist, Pierce nicht mitzunehmen. Brandon willigt ein, doch der Ausschluss kostet ihn die Freundschaft mit Pierce.
Die Expedition startet, ausgestattet mit den lenkbaren Luftschiffen der Navy. Doch ein Sturm bringt die Teilnehmer in große Gefahr. Pierce leitet die Rettungsaktion und bringt Brandon nach Washington. Pierce quittiert seinen Dienst und wird Rondelles neuer Partner. Helen schreibt ihrem Mann einen Brief, den er erst am Südpol öffnen soll. Sie teilt ihm mit, dass sie es nicht mehr ertragen könne, ständig alleine gelassen zu werden. Sie wolle sich von ihm scheiden lassen, um Brandon heiraten zu können. Mit dem Brief im Gepäck kommt Pierce in der Antarktis an.
Rondelle und Pierce starten mit den Luftschiffen zum Südpol. Begleitet werden sie von den Helfern Hansen und McGuire. Pierce will am Südpol landen, der noch mehr als 1300 km entfernt ist. Die Landung misslingt, das Luftschiff stürzt ab. Helen und Brandon lesen in der Zeitung über den Absturz. Helens hysterische Reaktion zeigt Brandon, dass sie Pierce immer noch liebt. Zur gleichen Zeit beginnen die verletzten Expeditionsteilnehmer ihren Rückmarsch. Rondelle stirbt dabei an Erschöpfung.
In Washington kann Brandon den Admiral überzeugen, eine Rettungsaktion mit neuen Luftschiffen zu unternehmen. Tage später muss Pierce McGuire einen Fuß amputieren. McGuire fühlt sich als Last für die anderen und geht hinaus in die Eiswüste. Pierce wird schneeblind und muss sich von Hansen führen lassen. Sie gelangen wieder an Rondelles Grab, was ihnen zeigt, dass sie im Kreis gelaufen sind. Hansen stirbt bald darauf an Erschöpfung. Kurz bevor auch Pierce zusammenbricht, kommt Brandon mit seinem Luftschiff an und rettet ihn. An Bord des Luftschiffes soll Brandon Pierce den Brief seiner Frau vorlesen. Brandon macht aus dem Brief eine Liebeserklärung und wirft ihn aus dem Fenster. In New York wird ihnen zu Ehren eine Parade abgehalten. Dabei kommen Pierce und Helen wieder zusammen. Pierce verspricht ihr, sie nie wieder zu verlassen.

## Kritiken
Das Lexikon des internationalen Films: „Ein Film aus der Zeit, als Flieger zu den Idolen Hollywoods gehörten, gedreht ausschließlich im Studio und in den Hangars von Lakehurst.“
Für die Variety war der Film „nicht überzeugend“, der Absturz des Luftschiffes sei die „big scene“ des Films.
Der Kampfflieger Ernst Udet lobte die Szenen mit Flugzeugen und Luftschiffen überschwänglich. Sie „allein wären es wert, den Film anzusehen.“

## Hintergrund
Die Produktion der Columbia Pictures hatte ein geschätztes Budget von ca. 650.000 US-Dollar. Der Motion Picture Herald schätzte das Budget sogar noch höher, ca. eine Million US-Dollar.
Regisseur Capra, von MGM ausgeliehen, drehte den Film in Kalifornien während einer Hitzeperiode. Um die Kälte der Antarktis darzustellen, kam Trockeneis zum Einsatz. Die Navy unterstützte den Film, indem sie das Luftschiff Los Angeles auslieh.
Der Film, in dem Richard Loo mit einer kleinen Nebenrolle sein Filmdebüt gab, lehnt sich an Geschehnisse aus dem Jahr 1928 an. Der italienische Forscher Umberto Nobile unternahm mit seinem Luftschiff Italia einen Flug zum Nordpol. Dabei kam es zu einem Absturz. An der folgenden internationalen Rettungsaktion nahm auch Roald Amundsen, der erste Mensch am Südpol, teil, kam dabei jedoch selber ums Leben.
Frank Waed, der Autor der literarischen Vorlage, machte sich einen Namen als Autor von Fliegergeschichten. Viele von ihnen wurden verfilmt, u. a. Test Pilot (dt.: Der Testpilot) mit Clark Gable und The Wings of Eagles (dt.: Dem Adler gleich) mit John Wayne.
Jack Holt und Ralph Graves drehten vorher zusammen drei weitere Abenteuerfilme für die Columbia.
Der von Columbia Pictures produzierte Film wurde vom 12. August bis zum 24. November 1930 gedreht. Die Premiere war am 3. April 1931 in New York und der Kinostart am 4. April 1931. In den deutschen Kinos erschien der Film im Dezember unter dem Titel Helden der Luft. Am 22. September 1973 wurde der Film unter dem Titel Das Luftschiff im NDR erstausgestrahlt.